# Nome (Alaska)

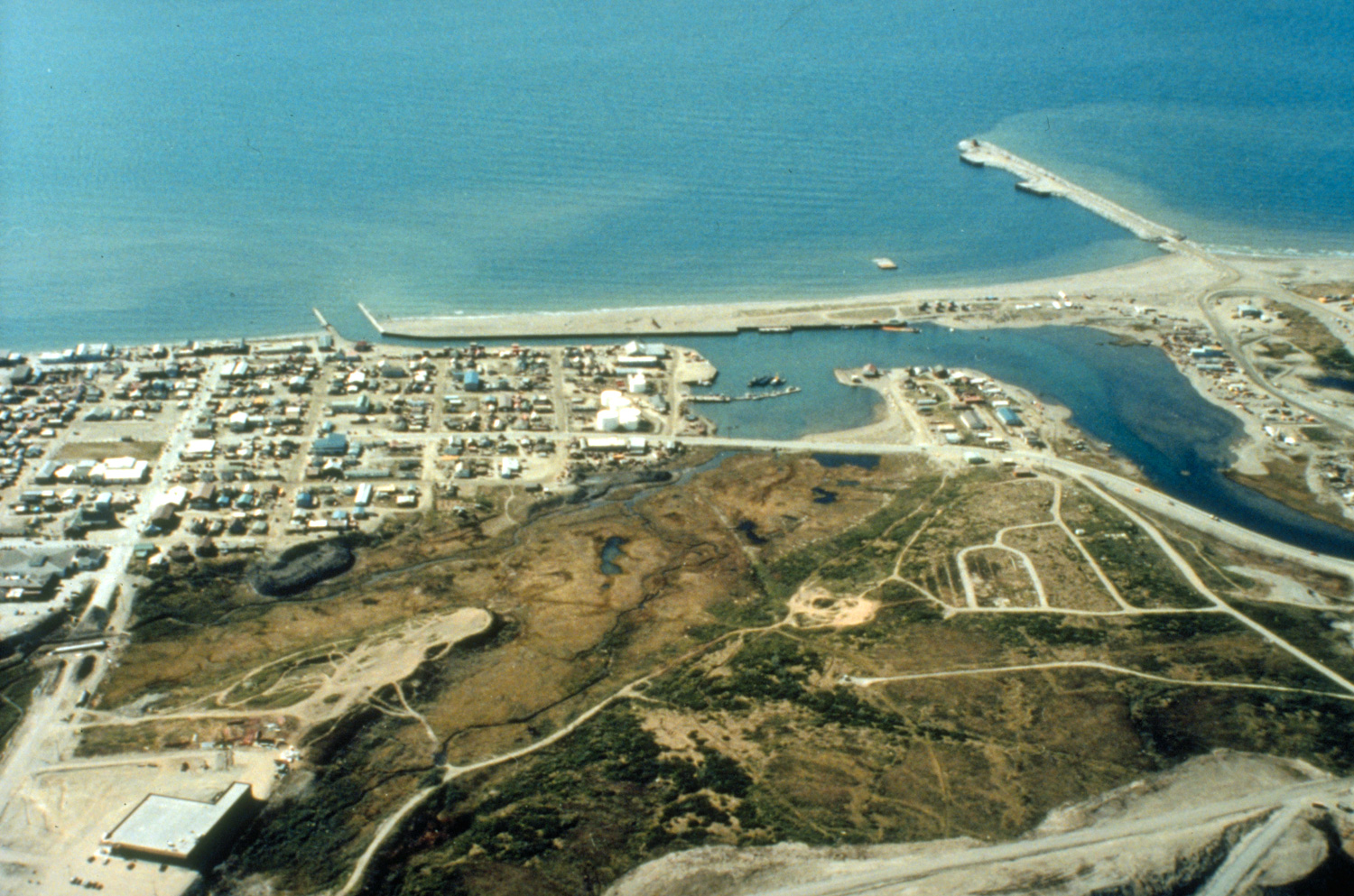
Luchtfoto van Nome

Nome is een stad (city) in de Amerikaanse staat Alaska gelegen op het Seward Schiereiland aan Norton Sound in het westen van de staat.

## Etymologie
Een onbewezen theorie over het ontstaan van de naam van de stad is dat de kaap waar Nome nabij ligt op een kaart van Alaska uit de late 18e eeuw, gebruikt door een Britse officier die de kust verkende, werd aangeduid met ? Name (Naam?). Een kaartenmaker las deze aantekening als "C. Nome" (Kaap Nome) en plaatste dit als naam op een nieuwe kaart. Een andere theorie is dat de naam is afgeleid van een vallei (Nomedalen) in de geboortestreek van een van de stichters van de stad, de van oorsprong Noorse Jafet Lindeberg.

## Geschiedenis
Toen de mijnwerkers de naam van het stadje bij de Amerikaanse Posterijen lieten inschrijven om post te kunnen ontvangen, noemden ze het plaatsje Anvil City naar een nabijgelegen rots die op een smidswerktuig leek. De posterijen wezen deze naam echter af daar een ander Alaskaans mijnwerkerskamp die reeds had geclaimd. Nome werd gesticht in 1898 na de ontdekking van goud door drie Scandinavisch-Amerikaanse goudjagers, en werd een zelfstandige (mijn)stad in 1901, waarmee het Alaska's oudste stad is. Nome heeft een oppervlakte van 55,9 km² en een inwonersaantal van 3505 (volkstelling van 2000). Volgens de volkstelling van 1900 was Nome in die tijd met 12,5 duizend inwoners zelfs de grootste stad van het Alaska Territory.
Sinds 1973 is Nome het eindpunt van de jaarlijks Iditarod-sledehondenrace.

## Goldrush
Nome kende zijn hoogtepunt toen in 1899 goud nabij de stad werd gevonden. Er ontstond direct een grote goldrush en er werd in een latere periode een spoorlijn naar de stad aangelegd. De plotselinge uitputting van de mijn van Klondike (van de goldrush van Klondike) was hier mede verantwoordelijk voor: de goudzoekers van Klondike trokken in één keer door naar Alaska. In Nome ligt er ook goud in de Beringzee door een, inmiddels gesmolten, gletsjer. Over het goud zoeken in Nome is een televisieprogramma gemaakt: Bering Sea Gold.

## Tunnelplannen
Nome wordt genoemd in bouwplannen van een 103 kilometer lange tunnel onder de Beringstraat. De tunnel, of brug, moet het Siberische stadje Uelen verbinden met Nome. Nome heeft nu geen spoorverbinding met de rest van Noord-Amerika.

## Plaatsen in de nabije omgeving
De onderstaande figuur toont nabijgelegen plaatsen in een straal van 112 km rond Nome.